# جورج دبليو. ميلر (قاضي)
جورج دبليو. ميلر (بالإنجليزية: George W. Miller)‏ هو قاضي أمريكي، ولد في 12 يوليو 1941 في سكنيكتادي في الولايات المتحدة، وتوفي في 27 يونيو 2016 في فولز تشيرش في الولايات المتحدة.